# Центральна Прая
Центральна Пра́я (індонез. Praya) — один з 12 районів округу Центральний Ломбок провінції Західна Південно-Східна Нуса у складі Індонезії. Розташований у центральній частині. Адміністративний центр — селище Батуньяла.
Населення — 60984 особи (2012; 60519 в 2011, 59891 в 2010, 60462 в 2009, 59658 в 2008).

## Адміністративний поділ
До складу району входять 2 селища та 10 сіл:
| Населений пункт      | Населення, осіб (2010) | Населення, осіб (2012) |
| -------------------- | ---------------------- | ---------------------- |
| Батуньяла, селище    | 6733                   | 8655                   |
| Бераїм, село         | 6801                   | 4169                   |
| Герантунг, село      | 3200                   | 3258                   |
| Дакунг, село         | -                      | 2755                   |
| Джонтлак, селище     | 5742                   | 5848                   |
| Джуранг-Джалер, село | 5914                   | 2894                   |
| Келебух, село        | 6794                   | 6919                   |
| Ладжут, село         | 7253                   | 7385                   |
| Педжанггік, село     | 5694                   | 5798                   |
| Пенгаданг, село      | 8833                   | 8994                   |
| Праї-Меке, село      | -                      | 3128                   |
| Сасаке, село         | 2927                   | 2981                   |